# Vrøgum
 Der er for få eller ingen kildehenvisninger i denne artikel, hvilket er et problem. Du kan hjælpe ved at angive troværdige kilder til de påstande, som fremføres i artiklen.

Vrøgum  er en landsby cirka ½ km nord for Oksbøl i Sydvestjylland med 338 indbyggere  (2024). Landsbyen ligger i Aal Sogn i Varde Kommune og tilhører Region Syddanmark. Vrøgum grænser op til Vrøgum Klitplantage.
Landsbyen har et trinbræt på Vestbanen. 
Den tidligere Vrøgum Skole fungerer i dag som kulturhus som administreres af Vrøgum Borgerforening.
Et af byens samlingssteder er Ballonparken, der har sit navn efter Ballonmarken, hvorfra forsvaret i 1920'erne og 1930'erne opsendte bemandede observationsballoner. Fra ballonerne kunne mandskabet se, om artilleriets kanoner ramte deres mål.
Der har tidligere været afholdt motionsløbet Vrøgumløbet, der gik gennem klitplantagen, og som tiltrak cirka tusinde løbere.
Maleren Christen Lyngbo er født i Vrøgum.